# Litovoi
Litovoi a mai Nyugat-Olténia uralkodója volt 1247 és 1279 között. Nevének első említése egy 1247. június 2-án IV. Béla által, a johannitáknak kiadott okiratban szerepel, ebben az iratban a magyar király tájékoztatja a lovagrendet a Kárpátoktól délre eső területek államairól és vajdáiról.
Litovoi neve itt Lytuoy vagy Lytuon formában szerepel, az állam pedig ahol uralkodott „terra kenazatus Lytuoy” néven. 1374-es és 1407-es moldovai okiratokban a vajda neve Litavor és Litovoi formákban szerepel.
Litovoi vajda tette az első kísérleteket a kenézségek és vajdaságok egyesítésére a Zsil mentén, azonban 1272-ben vereséget szenvedett a magyar királytól és országa a mai Argeș megye területére korlátozódott. 1279-ben nem ismerte el többé a magyar királyi alattvalói minőséget, ezért IV. László  hadakat küldött ellene. Míg ő elesett a csatában, öccse, Bărbat hadifogságba került, ahonnét sikerült kiváltania magát és követte bátyját a trónon.